# Nelson Antonio Denis
Nelson Antonio Denis (Nueva York, 1 de junio de 1955) es un abogado reconocido por su trabajo con los inmigrantes y el pueblo hispano de los Estados Unidos. Representó a East Harlem, también conocido como El Barrio, en la Asamblea Estatal de Nueva York. 
Por medio de la Ley de Hipotecas Residenciales de 1975 y de la Ley de Reinversión Comunitaria de 1977, posibilitó el acceso a créditos a miles de familias miembros de minorías en el estado de Nueva York y eventualmente en el resto de Estados Unidos.

## Educación
Denis nació y se crio en la Ciudad de Nueva York. Después de graduarse en la Universidad de Harvard y en Yale Law School, trabajó como abogado en el bufete Donovan, Leisure, Newton & Irvine.

## Periodismo
Durante su carrera profesional y política, Denis publicó artículos, revistas y editoriales en el Harvard Political Review, New York Daily News, New York Newsday, The New York Sun, y El Diario La Prensa. Como director editorial de El Diario La Prensa, publicó cerca de 300 editoriales y en 1991 recibió el premio de Mejor Editorialista otorgado por la Asociación Nacional de Periodistas Hispanos (National Association of Hispanic Journalists).

## Vida pública
Denis se involucró en la política de Nueva York por catorce años. En 1996 alcanzó un asiento en la Asamblea Estatal de Nueva York, donde sirvió como Demócrata desde 1997 hasta 2000. También fue Líder de Distrito Demócrata desde 1995 hasta 2000. Durante ese tiempo Denis impidió 300 desalojamientos de inquilinos, resolvió 4.000 casos para sus electores y aseguró $12 millones en fondos estatales para su distrito.
Como abogado y asambleísta, Denis representó a miles de personas de edad contra compañías de seguro que los habían defraudado. A través de esta lucha, las compañías tuvieron que devolver más de $2 millones a esos ancianos.

## Ley de Reinversión Comunitaria
Por medio de su Legislación de Reinversión Comunitaria, testimonios públicos, conferencias de prensa y abogacía en el Comité de Bancos en la Asamblea de Nueva York, Denis obligó a que los bancos añadieran un 200% a la cantidad de préstamos que se ofrecían en El Barrio, El Bronx, y otras áreas en Nueva York.
Denis consolidó estos avances mediante la Ley de Hipotecas Residenciales de 1975 (Home Mortgage Disclosure Act) y un estudio detallado de todo su distrito, usando las cifras del censo federal de los Estados Unidos.
Esta combinación de legislación y estadísticas del censo federal es hoy en día el modelo nacional en Estados Unidos para la aplicación de la Ley de Hipotecas Residenciales.
En reconocimiento de este trabajo, Denis fue reiteradamente apoyado por The New York Times, Daily News, The Village Voice, El Diario La Prensa, Citizens Union y el Gotham Gazette. Fue nombrado «Neoyorquino de la semana» (New Yorker of the Week) por el canal de televisión NY1 (New York One) en agosto de 1994. En 2001 Denis dejó la legislatura para escribir y dirigir su primera película de largometraje.

## Vote For Me!
Nelson Denis escribió el guion y dirigió la película de largometraje Vote for Me!, una comedia política sobre un lavapisos de 75 años de edad que se postula al Congreso de los Estados Unidos. La película se basa en las experiencias de Denis y sus estrellas incluyen a Malik Yoba, Ángel Salazar y Ricardo Barber.
Vote for Me! se estrenó en el Tribeca Film Festival y ganó el premio de "Mejor Película" en el Festival de Staten Island en 2009 y el Festival de Orlando en 2009.
Vote For Me! fue reconocida y elogiada en los principales medios de prensa de los Estados Unidos.

## Actuaciones en la radio
- The Leonard Lopate Show - WNYC (5/9/03), Nelson Denis and his debut film Vote For Me!, http://www.wnyc.org/go.py?r=http%3A//www.wnyc.org/shows/lopate/episodes/2003/05/09%23segment15471
- The Brian Lehrer Show - WNYC (1/28/05), White Boy Learns Spanish from Nelson Denis, http://www.wnyc.org/shows/bl/episodes/2005/01/28/segments/43233
- The Brian Lehrer Show - WNYC (2/24/05), White Boy Learns Spanish and Latin Music from Nelson Denis, http://www.wnyc.org/go.py?r=http%3A//www.wnyc.org/shows/bl/episodes/2005/02/24
- The Brian Lehrer Show - WNYC (3/31/05), White Boy Learns Spanish and Latin Cuisine from Nelson Denis, http://www.wnyc.org/go.py?r=http%3A//www.wnyc.org/shows/bl/episodes/2005/03/31%23segment45570
- The Brian Lehrer Show - WNYC (7/3/06), Segunda Clase: Nelson Denis, writer/director of Vote For Me! and former New York State Assemblyman, teaches Brian Spanish, http://www.wnyc.org/go.py?r=http%3A//www.wnyc.org/shows/bl/episodes/2006/07/03%23segment61802